# 津山愛理
津山 愛理（つやま あいり、1988年11月16日 - ）は、岡山県出身の日本のタレント、モデル、女優。
所属事務所はキュールエンターテインメント。旧芸名は彩 ほのか(いろどり ほのか)。

## 来歴
- 2007年：京都橘高等学校を卒業[3]。部活は和太鼓部で、全国大会において優勝を果たす[4]。
- 2010年：大阪芸術大学・芸術計画学科を中退[3]。のちにスカウトされ、デビュー。当時は大阪の事務所シンフォニアに所属していた[5]。
- 2012年：毎日放送のバラエティ番組「女の子宣言! アゲぽよTV」に、同番組内のアイドルグループ「アゲぽよガールズ」の三期生としてレギュラー出演[6]。
- 2012年2月：京都のミュージカル劇団「劇団とっても便利」に入団[7]。
- 2013年：鳥取県気高町の芸術の街づくり委員会広報部「ことるりガール」として同市のPR活動を開始[8]。
- 2013年：「女の子宣言! アゲぽよTV」番組企画でロックバンド「アゲぽよ小町」を結成。ドラムス担当。イナズマロックフェス2013[9]などに出演。
- 2014年6月：同月18日に同番組内で「アゲぽよガールズ」を卒業。同時に事務所をキュールエンターテインメントに移籍する。
- 2015年7月：フランスで行われたJapan Expoにて、映画『太秦ライムライト』のパリ・プレミア上映イベントでの仕事[10]を最後に帰国後、一時活動を休止。
- 2015年9月：芸名を津山愛理に改名し、活動を再開。
- 2016年8月：第3回福岡マラソンの公式大会サポーターに、事務所の同輩であるタレントの藤田可菜、吉崎綾らと共に就任[11][12]。

## 人物
- 趣味は映画鑑賞、ご当地パフェ巡り、イラスト、釣り、麻雀[2][13]。
- 特技は、和太鼓、ドラムス、バレエ、日舞[2]。
- 岡山県の出身だが京都府での生活が長いため、普段は京都弁で話している。
- 実家に愛犬の「ポポ」がいる[14]。
- 同じキュールエンターテインメントに所属するモデルやタレントで結成されたダンスグループ巫女子(ふじょし)のメンバーとしても活躍している[15][16]。

## 出演作品

### テレビ番組
- NHK大阪放送局「あほやねん!すきやねん!」 (2012年2月21日放送回)
- 毎日放送 「女の子宣言! アゲぽよTV」(2012年1月18日〜2014年6月18日、レギュラー)
- 毎日放送 「女の子宣言! ヒルぽよTV」(2012年2月18日〜2014年5月、レギュラー)
- テレビ朝日「みをつくし料理帖」- 花魁役(2012年9月)
- NHK総合 「歴史秘話ヒストリア」魅せます！大奥 (2013年2月6日OA)
- NHK大阪放送局「えぇトコ」 今いくよ・くるよ 夏の京都"笑"旅行 イメージVTR (2013年7月12日OA)
- 読売テレビ 「カミングアウトバラエティ!! 秘密のケンミンSHOW」 VTR (2013年7月24日OA)
- テレビ大阪 「たかじんNOマネー」女はそれを我慢できないパート2 再現VTR（2014-05-24）
- 九州朝日放送「ドォーモ」（2014年7月OA）
- 福岡放送「10神アクター」ドラマ「もう一度、クリスマス・イブ」（2014年12月）
- 九州朝日放送「ドォーモ」（2015年2月OA）
- 毎日放送「女の子宣言！アゲぽよTV」（2015年3月OA）
- 九州朝日放送「ドォーモ」（2015年10月OA）

### ラジオ番組
- FM79.7京都三条ラジオカフェ 「京☆たのしまnight」(2013年7月22日)
- FM79.7京都三条ラジオカフェ 「京☆たのしまnight」(2013年9月16日)

### CM
- 大正製薬 - コーラック「ピンクの小窓」篇 (2013年2月)
- 大塚製薬 - ポカリスエット イオンウォーター「座りっぱなし女子コレクション京都篇」(2014年4月)
- 佐賀県酒造組合 - 「女のThe SAGA」キャンペーン[17] (2015年11月～2016年3月)
- 焼肉ウエスト「ステーキ&黒毛和牛赤身フェア」篇[18][19]
- 株式会社リファレンス「ス～/入居希望者」篇(2016年1月15日～2016年4月15日)
- シャボン玉石けん 洗たく槽クリーナー のCM 「ゴッソーリ・トレル」篇[20][21](2016年)
- NEXCO西日本 CM西日本 [22]
- 大口酒造 - 『必ず何かがもらえるんです！』クロイサ30周年 キャンペーン [23][24][25]

### 映画
- 太秦ライムライト (2014年6月)
- 平穏な日々、奇跡の陽 (2014年11月)
- ようこそ浜村へ - あゆみ役(2015年)
- Osaka 48 Hour Film Project 2015「BUILD AND CRUSH」 - 主演 (2015年)
- 幻の漁火 - 西田陽奈子役[26](2016年)

### 舞台
- 第18回京都国際こども映画祭～キンダーフィルムフェスト・きょうと～(2013年8月、アフレコ出演)
- ヒストリカ国際映画祭クラシックス部門(2013年12月、ボイスオーバー担当)
- アクトリーグ EVOLUTION

### MV
- アゲぽよガールズ 「君が好きだから」
- アゲぽよ小町 「女の子宣言！」
- アゲぽよ小町 「女の子Rock!」
- アゲぽよ小町 「女の子トラベル!」

### WEB
- 着る毛布 グルーニー(イメージモデル)[27]
- AFRO FUKUOKA × JR九州「めぐる、モデル VOL.2 博多今昔カルチャーをめぐる」(2015年10月)
- AFRO FUKUOKA × 菊池市 キクチ・ミーツ・ガール [28][29] (2016年12月)

### スチル
- 関西ウォーカー「ゆびきりの家レポート」 (2012年7月31日発売)
- 好日山荘

### 雑誌
- TSUTAYA CLUB MAGAZINE
- 月刊「コミックアース・スター」(2013年11月号)
- 月刊「コミックアース・スター」(2014年1月号)
- LIRY 2014winter No.05 (2014年11月)
- シティ情報ふくおか (2015年3月20日創刊)
- AFRO FUKUOKA[OFFLINE]表紙・中面 (2015年4月)
- 福岡県嘉麻市観光情報誌 (2015年6月20日創刊)
- AFRO FUKUOKA [OFFLINE] vol.31　表紙・中面 (2015年9月28日創刊)
- シティ情報ふくおか (2015年10月20日創刊)
- AFRO FUKUOKA [OFFLINE] vol.36　表紙・中面 (2016年1月29日創刊)

### イベント
- 鳥取県気高町芸術の街づくり委員会広報部 ことるりガール(2013年4月～現在)
- ソニー -「ヘッドホン女子 47 meets EXTRA BASS」(京都府代表として参加)
- TSUTAYAプリンセス2014 ファイナリスト
- Japan Expo - 映画『太秦ライムライト』パリ・プレミア上映イベント(2015年7月)
- 飯塚市地方卸売市場開場45周年記念 『市場まつり』(2015年9月、巫女子メンバーとして参加)[30]
- 福岡マラソン2016 - 公式大会サポーター

### 音楽CD
| 発売日  | タイトル       | 名義             | 楽曲               | タイアップ                                             |
| 2012年  | 2012年         | 2012年           | 2012年             | 2012年                                                 |
| ------- | -------------- | ---------------- | ------------------ | ------------------------------------------------------ |
| 2月14日 | 君が好きだから | アゲぽよガールズ | 「君が好きだから」 | 『女の子宣言!アゲぽよTV』2012年2月度エンディングテーマ |